# Juliana Saib
Juliana Saib (* 1996 in Neustadt an der Weinstraße) ist eine deutsche Jazzmusikerin (Piano, Komposition) und Malerin.

## Wirken
Saib studierte zwischen 2020 und 2025 Jazzpiano an der Hochschule für Musik und Darstellende Kunst Mannheim bei Rainer Böhm. Neben der Musik beschäftigte sie sich auch mit visueller Kunst und versuchte, die beiden Kunstformen zum Austausch zu bringen.
Ab 2016 entstand bereits Saibs Projekt Baraban Drums, bei dem sie auf Trommelfelle malte. Dies führte zu Ausstellungen mit anschließenden Konzerten im Pygmalion Theater Wien und in Mannheim sowie weiteren Projekte in Los Angeles, Chicago und New York.
2023 gründete Saib ihre Band The Butterfly Experience mit einem multimedialen Fokus; dabei verwendet sie selbst animierte Zeichnungen/Visuals, die im Konzert zur Musik projiziert werden. 2024 trat sie mit The Butterfly Experience im SWR Studio Tübingen auf. Dieser Auftritt wurde vom SWR gesendet. Weiterhin trat sie im Duo mit der Sängerin Angelina Siegert auf und ist auf Lilly Löfflers EP Blooming Heart zu hören.